# Blennodon dorsalis
Blennodon dorsalis es una especie de pez de la familia Tripterygiidae en el orden de los Perciformes.

## Morfología
• Los machos pueden llegar alcanzar los 15,1 cm de longitud total.

## Hábitat
Es un pez de mar y de clima templado y demersal que vive entre 0-8 m de profundidad.

## Distribución geográfica
Se encuentran en Nueva Zelanda.

## Observaciones
Es inofensivo para los humanos.